# Englewood (Ohio)
Englewood é uma cidade localizada no estado norte-americano de Ohio, no Condado de Montgomery.

## Demografia
Segundo o censo norte-americano de 2000, a sua população era de 12.235 habitantes.
Em 2006, foi estimada uma população de 12.771, um aumento de 536 (4.4%).

## Geografia
De acordo com o United States Census Bureau tem uma área de
17,1 km², dos quais 17,0 km² cobertos por terra e 0,1 km² cobertos por água.

## Localidades na vizinhança
O diagrama seguinte representa as localidades num raio de 12 km ao redor de Englewood.